# Ketzerhut

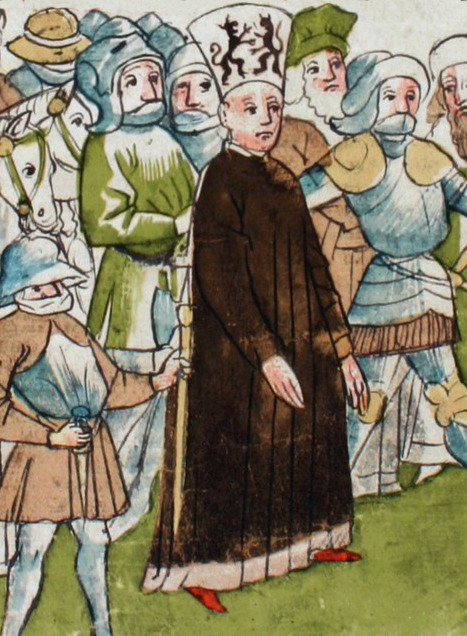
Jan Hus wird mit Ketzerhut zur Hinrichtung geführt (Konzilschronik Fol. 57v, Rosgartenmuseum Konstanz)

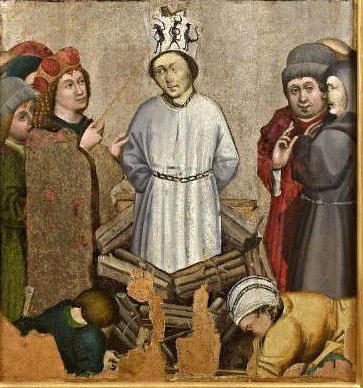
Jan Hus auf dem Scheiterhaufen (Hussiten-Museum, Tábor)

Als Ketzerhut wird eine Kopfbedeckung aus Papier bezeichnet, die verurteilten „Ketzern“ vor ihrer Hinrichtung auf dem Scheiterhaufen aufgesetzt wurde.

## Jan Hus

### Chronik des Konstanzer Konzils
Bekannt ist der Ketzerhut aus der Ikonographie des Jan Hus. Nachdem er am 6. Juli 1415 während des Konstanzer Konzils als Ketzer verurteilt worden war, erfolgte seine Degradation aus dem geistlichen Stand. Die Chronik des Ulrich von Richental stellt diese Szene dar: Zwei Erzbischöfe ziehen dem in der Mitte stehenden Verurteilten das Messgewand aus. Nun ist er der weltlichen Gewalt unterstellt. Die folgende Illustration in Richentals Konzilschronik zeigt, wie Hus mit dem Ketzerhut und dem schwarzen Ketzerhemd abgeführt wird. Richentals Bericht über die Hinrichtung enthält die Merkwürdigkeit, dass die „Papiermitra mit den aufgemalten Teufeln“ nicht sofort verbrennt, sondern noch einmal ins Feuer geworfen werden muss.

### Triptychon aus Roudníky
Die Seitenflügel eines Altars (1486), die aus der Wenzelskirche in Roudníky, heute ein Ortsteil von Chabařovice, stammen und sich heute im Hussiten-Museum Tábor befinden, zeigen drei Märtyrer (Jakobus den Älteren, Laurentius und Sebastian) sowie Hus auf dem Scheiterhaufen. Dargestellt ist jeweils der Moment vor der Hinrichtung. Hus ist an den Pfahl gekettet, um seine Füße ist das Holz des Scheiterhaufens geschichtet. Er trägt die Alba des Priesters und den papierenen Ketzerhut mit drei aufgemalten Teufeln. Die Darstellung zeigt die Ambivalenz der Erinnerung an Hus in Böhmen: Er ist mit dem Ketzerhut deutlich gebrandmarkt, aber die Komposition des Bildes legt nahe, in ihm einen Märtyrer zu sehen.

### Literarische Verwendung des Motivs
Das Thema der Hinrichtung von Hus wurde im 19. Jahrhundert künstlerisch, aber auch literarisch verarbeitet. In dem Gedicht Vision (1897) imaginierte Rainer Maria Rilke einen Gang durch das nächtliche Konstanz, bei dem er rückblickend den Turm des Konstanzer Münsters als riesenhaftes „Heldenhaupt mit dem Ketzerhut“ wahrnimmt.

## Spanische Inquisition
Die beim Autodafé Verurteilten mussten ein Schandkleid (Sanbenito) und eine hohe spitze Mütze (Carocha) tragen. Letztere wurde von Johann Fischart als „Papirener Ketzerhut der Inquisition“ bezeichnet (Binenkorb Des Heyl. Römischen Imenschwarms, 1579).